# Emil Mošnička
Emil Mošnička (* 23. dubna 1936) je bývalý český fotbalista, útočník. Jeho otec František Mošnička byl rovněž prvoligovým fotbalistou.

## Fotbalová kariéra
V československé lize hrál za Duklu Praha a Spartak Motorlet Praha. Dal 2 ligové góly. S Duklou získal v roce 1958 mistrovský titul.

## Ligová bilance
| Ročník                                   | Zápasy | Góly | Minuty | Klub                   |
| ---------------------------------------- | ------ | ---- | ------ | ---------------------- |
| 1. československá fotbalová liga 1957/58 | 1      | 0    | 90     | Dukla Praha            |
| 1. československá fotbalová liga 1963/64 | 26     | 2    | 2 137  | Spartak Motorlet Praha |
| CELKEM 1. liga                           | 27     | 2    | 2 227  |                        |